# Kamen Rider Wizard

Логотип сериала

Kamen Raidaa Wizardo (неоф. рус. Камэн Райдер Визард) - японский сериал в жанре токусацу-драмы. 23-й сезон цикла Kamen Rider. Имеет более серьёзный настрой, чем два его предшественника, а главный герой впервые является Райдером-чародеем.

## Синопсис
Фантомы - особые магические существа, которые возникают в результате наложения на человека магического заклятия и доведения его до отчаяния. Однажды юноша Харуто Сома стал одним из многих, кто был избран очередным источником появления нового Фантома. Однако Харуто, в отличие от всех остальных, не потерял надежду на спасение, и в результате магия-зародыш Фантома внутри него так и осталась заблокированной. После этого Харуто сбежал и встретил Белого Мага - воина в маске, который дал Харуто специальный пояс Визардрайвер и Волшебные Кольца, с помощью которых он сможет превратиться в нового Камэн Райдера Визарда. Харуто, не желая видеть снова, как люди умирают, превращаясь в Фантомов, принял предложение стать Камэн Райдером.
В борьбе с Фантомами ему помогают его подруга по несчастью Коёми, женщина-полицейская Ринко Даймон, движимая своим долгом, повар Сигэру Вадзима и неуклюжий добряк Сюмпэй Нара.

## Главные персонажи
- Харуто Сома/Камэн Райдер Визард (Сюнъя Сираиси) - главный герой этой истории. Когда-то был футболистом и мечтал пойти в профессиональную лигу, но во время игры случайно повредил колено своему другу Кадзуе, в результате чего тот надолго выбыл из футбола, а их обоих не взяли в команду. После этого Харуто, переполненный чувством вины, исчез - в неизвестность, а затем по известным обстоятельствам стал Камэн Райдером для помощи людям. Добр по натуре, но иногда подчёркнуто-равнодушно себя ведёт. Обожает пончики и очень активно их ест, т.к. они поддерживают в нём запас маны. Чтобы превратиться в Визарда, Харуто выставляет перед пряжкой ремня своих штанов кольцо с отпечатком ладони, и ремень превращается в Визардрайвер. После этого Харуто меняет форму отпечатка на "левый", надевает превращающее Кольцо Огня и выставляет руку с ним перед пряжкой Драйвера. Эти действия сопровождаются фразой "Хэншин" ("Превращение"). Харуто имеет 9 форм костюма, называемых Стилями: первые 4 основаны на одной из четырёх стихий (огонь, вода, земля и воздух), следующие 4 усилены силой дракона, а девятая - гибридная, самая сильная. Мотоцикл Визарда называется "Крылан", он также используется для соединения с ВизарДраконом - Фантомом внутри Харуто, которого тот может контролировать и вызывать с помощью заклинаний. Костюм Визарда стилизован под насекомое и демона-Они, а броня на туловище сделана в виде плаща-пиджака.

- Коёми Фуэки (Макото Окунака) - таинственная девушка, также пережившая ритуал оживления Фантомов. Она была на грани смерти и потеряла память, но Белый Маг оживил её с помощью магии, и она стала помогать Харуто. Однако ей нужна мана, чтобы жить дальше, поэтому Харуто регулярно подпитывает её своей. Она влюблена в Харуто и поэтому поначалу была против участия Ринко в их делах, ревнуя Харуто к ней, на словах поясняя это тем, что только она в силах помогать Харуто. В 43 серии выяснилось, что она дочь Белого Мага, которую тот пытался воскресить из мёртвых, но в итоге не закончил заклятие, в результате чего она ожила без души.
- Ринко Даймон (Юко Такаяма) - полицейская, столкнувшаяся с Фантомами в начале сериала. Тогда же познакомилась с Харуто. Сперва не верила ему и даже арестовала, но он помог ей не стать Фантомом, и она стала его другом и помощником. Добра и весела по натуре, искренне желает защищать людей.
- Сюмпэй Нара (Дзюнки Тодзука) - неуклюжий парень, с детства веривший в существование магии. Увидев бой Харуто с очередным Фантомом, захотел стать его учеником. Затем оказалось, что Сюмпэй - очередной источник Фантома. Во время второго боя Харуто с тем Фантомом Сюмпэй внезапно выпустил из пальца струю пламени и решил, что тоже имеет магические способности. Однако затем выяснилось, что это был розыгрыш того Фантома. Харуто удалил из тела Сюмпэя зародыш Фантома, и Сюмпэй отказался от своей мечты стать волшебником, решив просто помогать Харуто всеми своими силами.
- Коусукэ Нито/Камэн Райдер Бист (Тасуку Нагасэ) - молодой археолог, который впервые появился в 17 серии. Считалось, что он очередной источник Фантома, но оказалось, что он - второй волшебный Камэн Райдер. В отличие от Харуто, он сражается с Фантомами больше ради личного выживания, поскольку теперь в нём находится Фантом Химера, который поглотит энергию Нито, если тот не будет поглощать ману убиваемых Фантомов. Сперва Нито расценивал Харуто как конкурента, считая что тот сражается по этой же причине, но позже узнал правду и стал другом и напарником Харуто, хотя из-за разницы в характерах их отношения несколько непросты. Камэн Райдер Бист превращается с помощью пояса Бист Драйвера. Кольца не сканируются пряжкой, а вставляются в неё и поворачиваются на манер ключа (пряжка пояса при этом открывается как ворота). Сам пояс сделан в виде миниатюрной морды льва. Химера, Фантом внутри пояса, также может быть вызван для борьбы с огромными монстрами. Костюм Биста также имеет несколько форм, которые называются Мантиями. Однако при переходе в них меняется лишь правая рука Нито, которая обретает цветастый плащ с особыми возможностями и наплечник в виде соответствующего животного. Таких форм у Биста 4, также есть пятая форма, называемая Гипер Бист, в которой Нито становится в несколько раз мощнее, а его костюм становится синего цвета с золотистыми латами и красными глазами. Вооружён Бист мечом-рапирой под названием Сабля Удачи. Костюм Биста стилизован подо льва и химеру, но имеет глаза насекомого.

- Майю Инамори/Камэн Райдер Мэйдж (Эрина Накаяма) - школьница, из сестры-близнеца которой появилась Фантом Медуза. Была спасена Харуто и Коуске в одной из дилогий. В конце 40 серии вернулась и неожиданно превратилась в Камэн Райдера Мэйджа, пояс которого ей вручил Белый Маг. Майу сделала это, чтобы отомстить Медузе и заодно помочь уничтожить всех Фантомов, и позже смогла уничтожить Медузу (хотя добил её Белый Маг).

- Доктор Со Фуэки/Камэн Райдер Белый Маг/Фантом Карбункул (Наруси Икэда) - учёный и волшебник, отец Коёми. Является в сюжете главным антагонистом, но по характеру и намерениям совсем не злой. Именно он создал тот ритуал Шабаш, который сделал Харуто магом. Целью ритуала было именно воскрешение Коёми, но оно не было завершено, и он сделал Харуто Камен Райдером Визардом, чтобы тот собрал ему ману фантомов для повторения Шабаша и завершения воскрешения Коёми. Одновременно он научным путём создал бессознательного Фантома Карбункула, которого вживил в своё тело. Это позволило ему самому стать Камэн Райдером, а также принимать облик Карбункула. Он начал вести двойную игру: в виде Карбункула он начал контролировать действия Фантомов, назвавшись Сверхфантомом Мудрецом. Узнав о мотивах его поступков, Харуто начал относиться к нему двояко.

## Хронология
- Kamen Rider Fourze - предыдущий
- Kamen Rider Gaim - следующий